# Menetou-Couture
Menetou-Couture è un comune francese di 349 abitanti situato nel dipartimento del Cher, nella regione del Centro-Valle della Loira.

## Società

### Evoluzione demografica
Abitanti censiti